# Tofoa-Koloua
Tofoa-Koloua ist ein Ort in der Inselgruppe Tongatapu im Süden des pazifischen Königreichs Tonga.
Tofoa-Koloua gehört zum Hauptstadtdistrikt Kolomotuʻa. Im Jahr 2021 lebten hier 3467 Einwohner.

## Geographie
Der Doppelort liegt am Westufer der Fangaʻuta Lagoon zwischen Haveluloto und Pea an der Taufaʻahau Road. Im Ort zweigt die Vaha ʻAkolo Road ab.
Der Ort bildet die Südgrenze des hauptstädtischen Siedlungsbereiches. Im Ort liegt die „Tonga Chamber of Commerce & Industry Inc“ und am südlichen Ortsrand befinden sich königliche Residenzen sowie im Westen der Hügel Mata ki ʻEua.
Gegenüber dem Ort liegt die Insel Kanatea.

## Klima
Das Klima ist tropisch heiß, wird jedoch von ständig wehenden Winden gemäßigt. Ebenso wie die anderen Orte der Tongatapu-Gruppe wird Tofoa-Koloua gelegentlich von Zyklonen heimgesucht.

## Persönlichkeiten
- Taulupe Faletau (* 1990), walisischer Rugby-Union-Spieler tongaischer Herkunft